# Dentelle de Malines

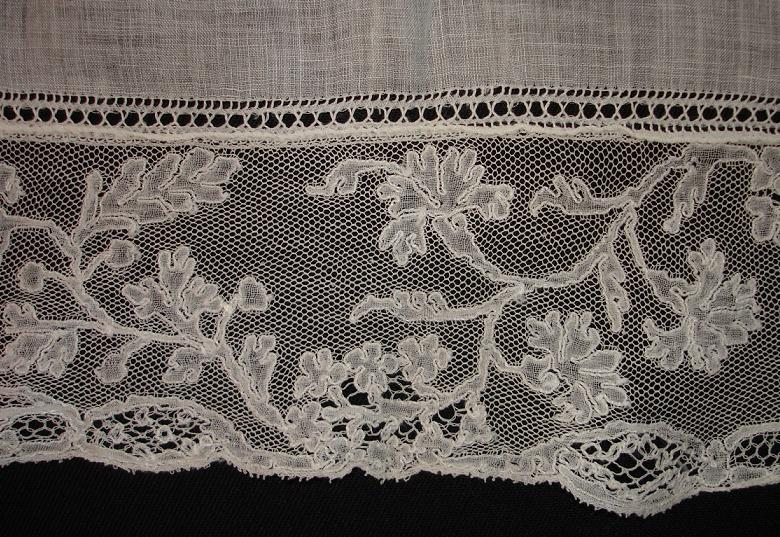
Dentelle de Malines du XVIIIe siècle

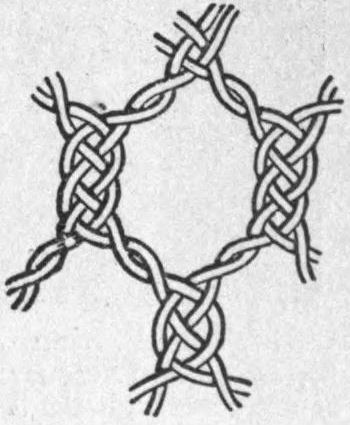
Détail d'un point

Le point de Malines ou dentelle de Malines est un point de dentelle aux fuseaux, parmi les plus connus de dentelles flamandes, dont l'origine se trouve à Malines. Portée traditionnellement à l'origine en été, c'est une dentelle fine et transparente qui est au mieux lorsqu'elle est mise par-dessus une autre couleur. Elle était utilisée pour les accessoires masculins et les vêtements féminins et a été en vogue jusqu'à la veille de la Première Guerre mondiale. Cette dentelle était tissée à Malines, Anvers, Lierre et Turnhout. Elle servait entre autres pour les coiffures de nuit, les garnitures de corset, les coiffes ou manches en ruchés, les volants, les cravates de dentelle ou jabots, etc.

## Histoire
Son histoire remonte à la dentelle aux fuseaux des Flandres que l'on qualifiait à l'origine de « dentelle de Malines »,,. Elle connaît un immense essor au XVIIe siècle et au XVIIIe siècle. Ainsi par exemple l'inventaire de 1657 du maréchal de La Motte mentionne « une paire de ruchés de Malines ». Jean-François Regnard, au cours de son voyage en Flandres en 1681, décrit la dentelle de la région et ses dentellières. Lorsque l'interdiction d'importer des dentelles des Flandres est levée en Angleterre en 1699, celle-ci devient immédiatement en vogue et la London Gazette s'en fait l'écho. Sa popularité en France et en Hollande est également très grande. À la cour de France, elle est portée en été par les hommes et les femmes, tandis que c'est la dentelle de Venise qui est portée en hiver. La plus ancienne « en réseau » (filet ouvert) date de 1720 et dès lors ce terme qualifie cette dentelle en filet ouvert. En 1755, la mode de la dentelle de Malines décline en Angleterre et il ne reste que huit manufacturiers en 1834. C'est en effet en 1819 que la dentelle faite à la machine commence à être produite dans ce pays. Des métiers à tisser reproduisant au mieux les gestes de la dentellière sont mis au point en 1847, portant un coup fatal à la production aux fuseaux.

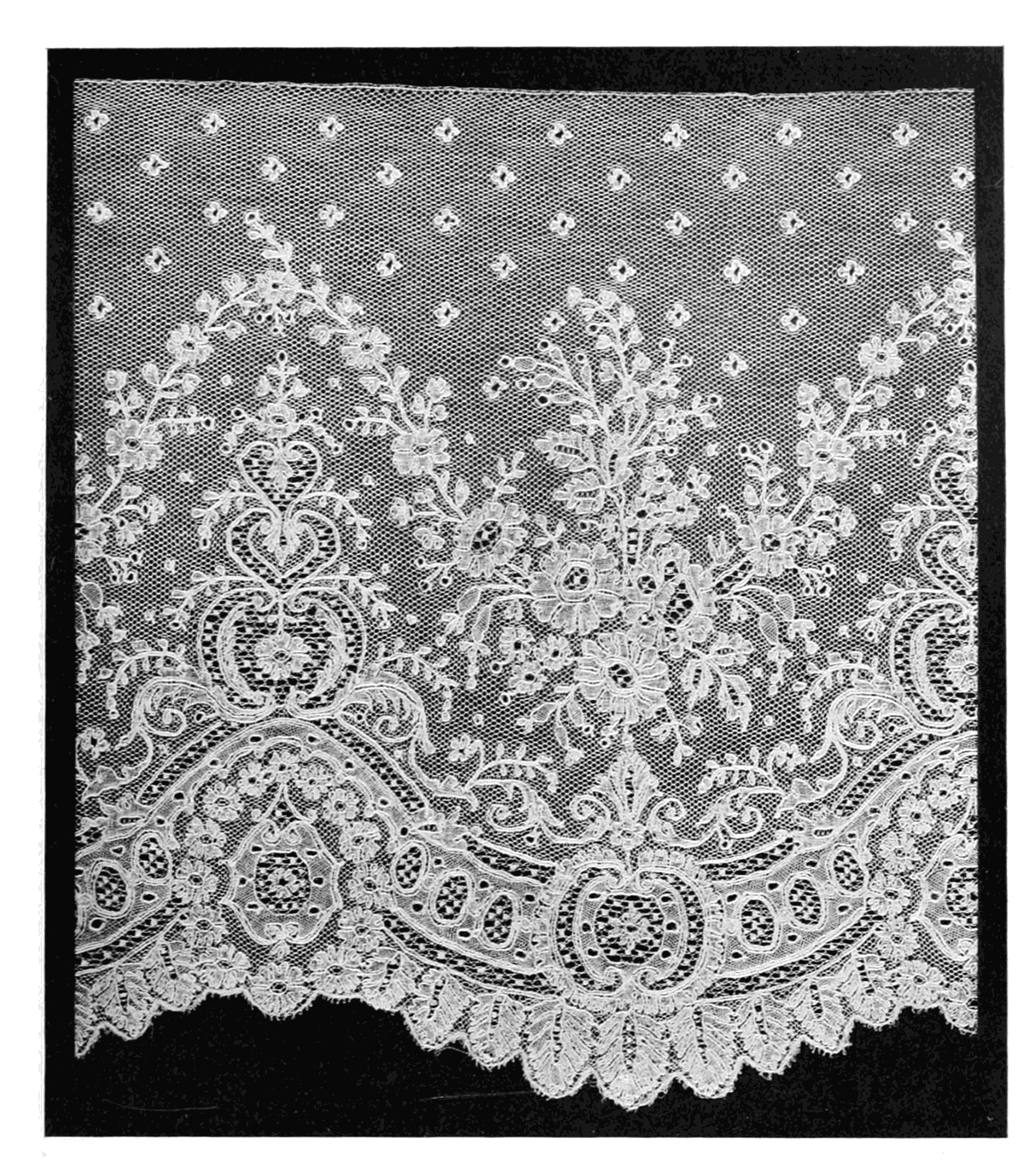
Dentelle de Malines du XIXe siècle
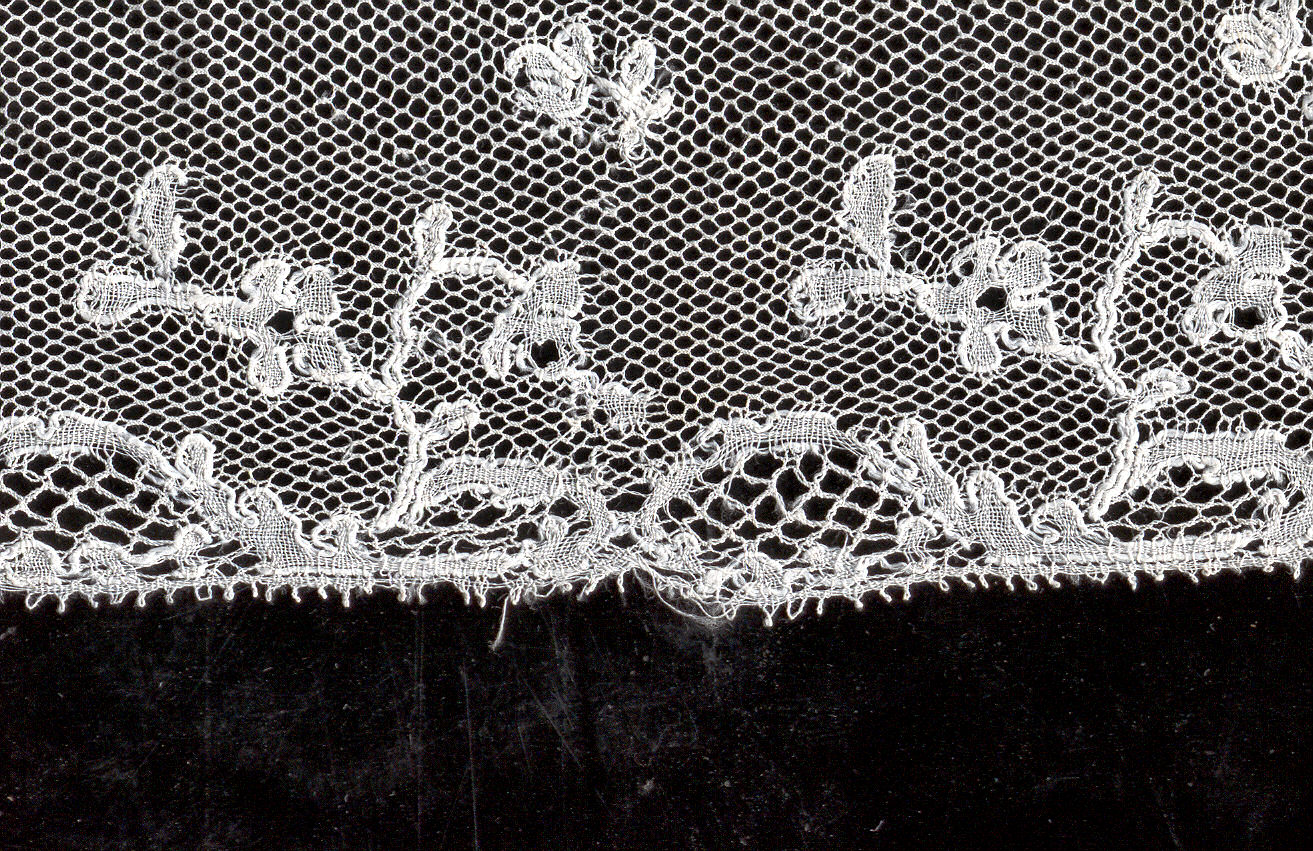
Dentelle de Malines

## Apparence
La dentelle de Malines est prisée pour ses décors floraux, son point tordu et tressé, son réseau hexagonal et ses dessins aux contours très fins,,. Cette dentelle ressemble à la dentelle de Bruxelles, elle est faite immédiatement en réseau avec le dessin sur le coussin. Les mailles sont plus petites que celles de la dentelle de Bruxelles. Celle de Malines a un réseau plus lâche avec du fil de soie pour dessiner le décor, ce qui n'est pas le cas de la dentelle de Valenciennes. Celle de Malines est plus coûteuse que celle de Valenciennes, car elle prend plus de temps et son réseau est différent.
Parfois la dentelle de Malines est faite à partir d'un réseau ornemental, au lieu des hexagones habituels. Dans le réseau hexagonal, les deux côtés parallèles à l'axe de la longueur sont tressés trois fois et les quatre autres côtés sont croisés. Le même fil passe à travers toute la largeur et forme ainsi le point et le dessin de fond.